# Lee Ryan
Lee Ryan (Chatham, Kent; 17 de junio de 1983) es un cantante británico conocido por ser parte de la banda Blue.

## Biografía
Lee Ryan abandonó el grupo Blue en 2005 para convertirse en artista en solitario, después de su etapa fructífera carrera en el grupo. Hasta la fecha, Lee ha lanzado ocho sencillos al mercado del Reino Unido. Además, ha sacado al mercado su álbum debut, titulado "Lee Ryan", donde la mayoría de las canciones del álbum han sido compuestas por él mismo. Lee Ryan ha cantado "Come Together Now" junto con otros artistas para la ayuda a las víctimas del Huracán Katrina.

### Álbum Debut: Lee Ryan
Lee ha completado el curso de director en la Tisch School Of The Arts en Nueva York, y tiene su propia compañía de producción. Él ha codirigido el videoclip de su tema compuesto "Breathe Easy" [Hit que llegó al #4 en UK - Blue], con el director Cameron Casey. Además tiene un pequeño papel en la versión inglesa de "Ice Age 2: El Deshielo", en el que hizo del padre de Elk. Su canción "Real Love" aparece en los títulos de crédito del final de la película. Acaba de dirigir su primer videoclip titulado "How Do I", que será visto en exclusiva en su página web.
El 14 de febrero de 2006 - San Valentín - Lee Ryan dio un concierto íntimo para sus fanes en el Shepherd's Bush Empire, Londres, donde acudieron algo más de 2000 personas a verlo. Además, actuó en su segundo concierto en el "Abbey Aid" el 27 de mayo en el "Cambridge United's Abbey Stadium". Actualmente, Lee Ryan está preparando su Gira por UK y parte de Europa, y está trabajando en proyectos cinematográficos, además de componer canciones para su nuevo álbum, dónde se acaba de confirmar que Elton John figurará en el disco cantando a dueto con Lee en un sencillo.
Su debut-álbum "Lee Ryan" ha tenido un moderado éxito en el Reino Unido, al igual que en el resto de Europa, siendo considerado un fracaso comercial. Sus sencillos publicados en el Reino Unido, "Army Of Lovers", "Turn Your Car Around" y "When I Think Of You", fueron Top 20 singles, siendo el primer sencillo citado el de más éxito obtenido (#3 en las listas del Reino Unido). El cuarto y último sencillo, "Real Love", no fue publicado en el Reino Unido, pero sí en algunos países europeos, como Alemania, donde no tuvo mucho éxito el sencillo.
Actualmente, Lee Ryan es imagen para la nueva colección de los diseñadores italianos Dolce & Gabbana en el Reino Unido. Tiene una gran amistad con sus excompañeros del grupo Blue, con el cantante Elton John, la cantante y hermana de Kylie Minogue Dannii Minogue y la cantante Sophie Ellis-Bextor.

### Beautiful Spiritual
Después de abandonar SonyBMG, Lee decidió mudarse a Los Ángeles, EE. UU. para centrarse en su carrera musical en solitario, componiendo canciones para su segundo disco.
A finales del 2007, Lee firmó contrato con Tall Tale Records, una discográfica independiente del Reino Unido. El primer sencillo de su segundo disco, "Beautiful Spiritual", se titula "Reinforce Love", y que fue publicado en diciembre del mismo año en el Reino Unido. Todos los beneficios del sencillo irán a parar a la caridad para los niños.
A pesar de esto, el sencillo fue un total y absoluto fracaso para el cantante y su discográfica, ya que debutó en el #101 en el Reino Unido, siendo la peor posición para un exmiembro del grupo Blue. Su nuevo disco se espera que salga a mediados del 2008, aunque nada está confirmado, debido al inesperado fracaso de su primer sencillo en tres años. Actualmente ha vuelto con el grupo Blue con el que va a sacar un nuevo álbum en el 2012.
A pesar del fracaso de "Reinforce Love", que, supuestamente no va a ser incluido en el álbum, su segundo álbum se va a publicar, aunque según los rumores, sólo va a ser posible adquirirlo a través de las descargas legales en páginas como iTunes o Napster.

## Discografía

### Álbumes
- Lee Ryan — (2005), #6 UK, #3 ITA, #79 GER, #61 CH
- Beautiful Spiritual — Cancelado

### Sencillos
| Año  | Título                        | Mejores posiciones en listas | Mejores posiciones en listas | Mejores posiciones en listas | Mejores posiciones en listas | Mejores posiciones en listas | Mejores posiciones en listas | Mejores posiciones en listas | Mejores posiciones en listas | Mejores posiciones en listas | Álbum               |
| Año  | Título                        | R.U.                         | ALE                          | AUT                          | BEL                          | FRA                          | HUN                          | IRL                          | ITA                          | SUI                          | Álbum               |
| ---- | ----------------------------- | ---------------------------- | ---------------------------- | ---------------------------- | ---------------------------- | ---------------------------- | ---------------------------- | ---------------------------- | ---------------------------- | ---------------------------- | ------------------- |
| 2005 | «Army of Lovers»              | 3                            | 29                           | 41                           | 25                           | —                            | —                            | 17                           | 1                            | 49                           | Lee Ryan            |
| 2005 | «Turn Your Car Around»        | 12                           | 52                           | 41                           | 2                            | —                            | —                            | 33                           | 2                            | —                            | Lee Ryan            |
| 2005 | «When I Think of You»         | 15                           | —                            | —                            | —                            | —                            | —                            | 29                           | —                            | —                            | Lee Ryan            |
| 2006 | «Real Love»                   | —                            | 56                           | —                            | 5                            | 10                           | 28                           | —                            | —                            | 74                           | Lee Ryan            |
| 2007 | «Reinforce Love»              | 101                          | —                            | —                            | —                            | —                            | —                            | —                            | —                            | —                            | Sencillos sin álbum |
| 2010 | «I Am Who I Am / Secret Love» | 33                           | —                            | —                            | —                            | —                            | —                            | —                            | —                            | —                            | Sencillos sin álbum |

## Filmografía

### Series de televisión
| Año         | Título     | Personaje              | Notas        |
| ----------- | ---------- | ---------------------- | ------------ |
| 2017 - 2018 | EastEnders | Harry "Woody" Woodward | 63 episodios |

### Cine
- The Heavy [2006] - UK.
- Ice Age 2 - The Meltdown [2005] - [Doblaje Voz].
- Holby City [2001] - Apariencia "Guest Star".

## Premios y nominaciones
| Año  | Categoría     | Premio            | Serie      | Resultado |
| ---- | ------------- | ----------------- | ---------- | --------- |
| 2017 | Best Newcomer | Inside Soap Award | EastEnders | Nominado  |